# 张廷休
張廷休（1898年11月14日—1961年11月24日），中華民國历史学家，教育家。
1924年毕业于国立东南大学历史系。曾于国民政府教育部、河南省政府等处任职。1942年筹建国立贵州大学，出任校长。1949年到台湾，曾主持正中书局。